# 马蒂亚日·祖潘
马蒂亚日·祖潘（1968年9月27日—），斯洛文尼亚男子跳台滑雪运动员。他曾代表南斯拉夫、斯洛文尼亚参加1988年、1992年和1994年冬季奥林匹克运动会跳台滑雪比赛，获得一枚银牌。